# Zaćmienie Słońca z 1 sierpnia 2008

Całkowite zaćmienie Słońca z 1 sierpnia 2008 roku

Zaćmienie Słońca z 1 sierpnia 2008 – zaćmienie Słońca w piątek 1 sierpnia 2008, było widoczne jako całkowite (wielkość magnitudo 1,039) na wąskim pasie na terenie północnej Kanady (Nunavut), północnej części Rosji, zachodniej Mongolii i Chin. Na części tych terenów panował dzień polarny, a tarcza słoneczna była zaciemniona o północy czasu lokalnego.
Na Syberii strefa całkowitego zaćmienia Słońca przebiegała przez największe syberyjskie miasto (trzecie co do wielkości w Rosji) – Nowosybirsk. W pasie tym znalazły się również Niżnewartowsk, Barnauł, Bijsk. Zaćmienie trwało najdłużej w pobliżu miasta Nadym w Autonomicznym Okręgu Jamalsko-Nieneckim na północnej Syberii.
Zaćmienie to było widoczne ze znacznie większej części kuli ziemskiej (w tym również w Europie) jako częściowe. W Polsce Księżyc zasłonił od 28% tarczy słonecznej na południu kraju do 33% na północy. Zaćmienie należało do tego samego sarosu co zaćmienie z dnia 30 czerwca 1954, które to było ostatnim całkowitym zaćmieniem Słońca widocznym z terytorium Polski.

## Dane dotyczące zaćmienia
| Zjawisko astronomiczne         | Czas (UTC) |
| ------------------------------ | ---------- |
| Początek zaćmienia             | 08:04:06   |
| Początek zaćmienia całkowitego | 09:11:07   |
| Początek zaćmienia centralnego | 09:24:10   |
| Maksymalne zaćmienie           | 10:21:08   |
| Koniec zaćmienia centralnego   | 11:18:29   |
| Koniec zaćmienia całkowitego   | 11:21:28   |
| Koniec zaćmienia               | 12:38:27   |

## Typ zaćmienia
| Typ zaćmienia                                   | Całkowite                                                                                    |
| Gamma                                           | 0.8306                                                                                       |
| Wielkość (magnitudo)                            | 1.0394                                                                                       |
| Maksymalny czas trwania zaćmienia całkowitego   | 147 s (2 min 27 s) o 10:21:08 UTC, północna Rosja: 65°38′48″N 72°16′24″E/65,646667 72,273333 |
| Maksymalna szerokość pasa zaćmienia całkowitego | 236,9 km                                                                                     |

## Widoczność zjawiska z terenu Polski

Zaćmienie Słońca od godziny 11:12 do 12:40. Warszawa.

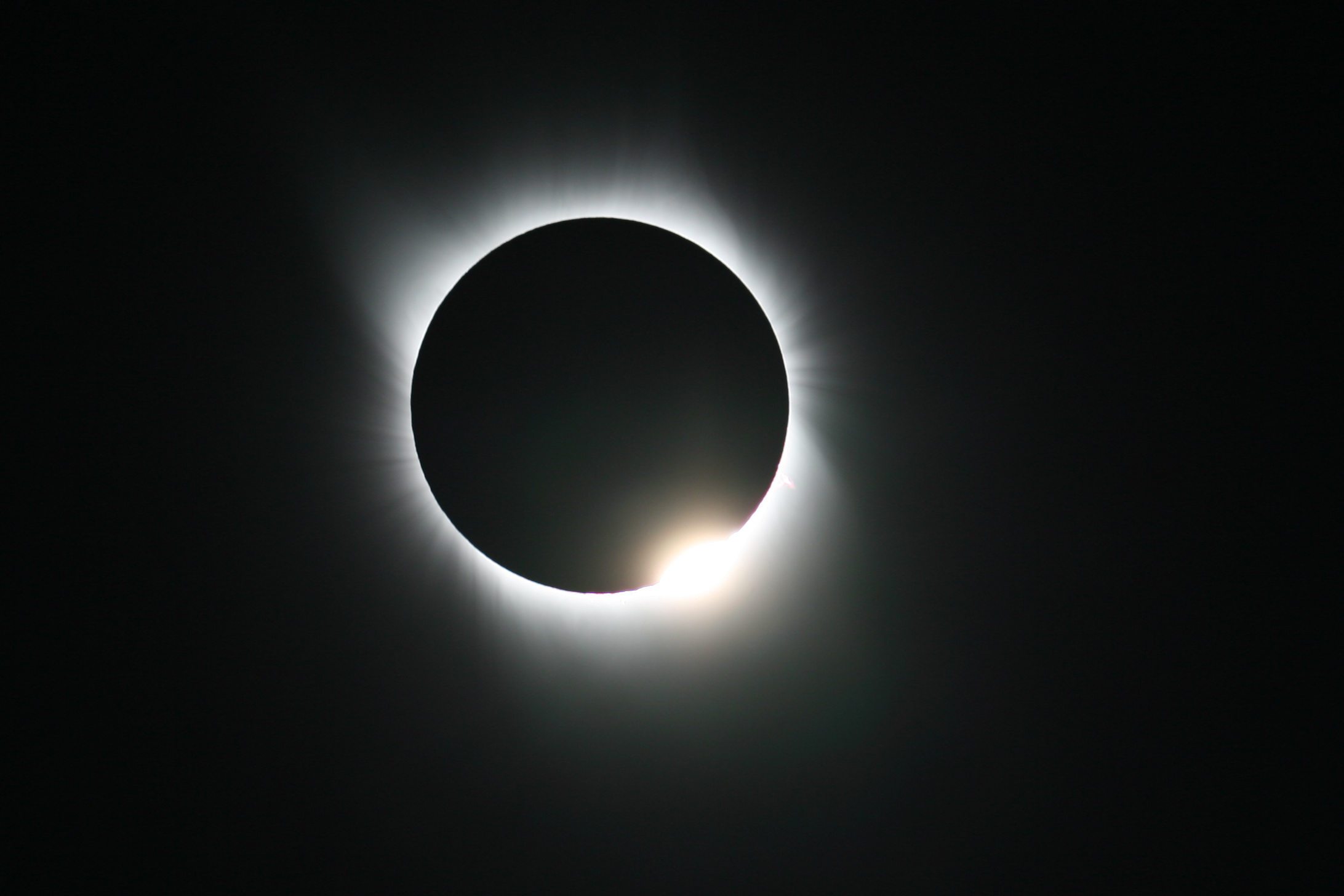
Faza całkowita.

W zależności od miejsca obserwacji występują kilkuminutowe różnice między czasem obserwacji danego zjawiska oraz wielkością zaćmienia.
Przykładowe dane dla Warszawy według czasu urzędowego (czas letni środkowoeuropejski) zawarte są w poniższej tabeli.
| Zjawisko astronomiczne                                      | Czas (CEST) |
| ----------------------------------------------------------- | ----------- |
| Początek zaćmienia                                          | 10:51:59    |
| Maksymalne zaćmienie (wielkość zaćmienia (magnitudo) 0,345) | 11:49:59    |
| Koniec zaćmienia                                            | 12:48:12    |